# Исторический формуляр Республики Ингушетия
Исторический формуляр Республики Ингушетия — официальная летопись новейшей истории Республики Ингушетии. Государственный исторический документ, в котором отражаются важнейшие события социальной, экономической, политической и духовной жизни республики. В нём фиксируются сведения, имеющие историческую ценность. Исторический формуляр оформлен в единственном экземпляре, хранится и ведётся в кабинете Главы Республики Ингушетии. Данный документ является первым в своём роде среди регионов России.
Записи в исторический формуляр вносятся в хронологическом порядке и производятся специальным летописцем от руки чернилами чёрного цвета каллиграфическим почерком.
Решение о внесении очередной записи в исторический формуляр принимается на заседаниях большинством голосов специально созданной комиссии. Окончательное решение принимает Глава Республики Ингушетия. Комиссию представляют (по одному лицу):
- Администрация Главы Республики Ингушетия,
- Правительство Республики Ингушетия,
- Народное Собрание Республики Ингушетия,
- Государственная архивная служба Республики Ингушетия,
- Министерство по внешним связям, национальной политике, печати и информации Республики Ингушетия,
- Министерство культуры Республики Ингушетия,
- Ингушский государственный университет,
- Духовный центр мусульман Республики Ингушетия[1].

## История
Инициатива создания исторического формуляра Ингушетии принадлежит Ю. Евкурову. За два месяца Администрацией Главы Республики Ингушетия было объявлено о создании формуляра и населению предложено представить предварительные варианты и проекты документа.
8 февраля 2013 года издан Указ Главы Республики Ингушетия № 29 «Об историческом формуляре Республики Ингушетия».
4 июня 2013 года состоялась торжественная церемония внесения первой записи в Исторический формуляр. Первой записью в эпохальном документе стала запись об образовании 4 июня 1992 года Республики Ингушетия в составе Российской Федерации.